# Liste des conseillers régionaux de la Guadeloupe
 (juillet 2017).
Si vous disposez d'ouvrages ou d'articles de référence ou si vous connaissez des sites web de qualité traitant du thème abordé ici, merci de compléter l'article en donnant les références utiles à sa vérifiabilité et en les liant à la section « Notes et références ».
Les conseillers régionaux de la Guadeloupe sont des conseillers qui sont élus dans le cadre des élections régionales pour siéger au Conseil régional de la Guadeloupe. Leur nombre et le mode scrutin est fixé par le code électoral, la Guadeloupe compte 41 conseillers régionaux.

## Mandature 2010-2015
La Guadeloupe compte 41 conseillers régionaux qui composent l'assemblée du Conseil régional de la Guadeloupe, issue des élections des 14 et 21 mars 2010.
Composition par ordre décroissant du nombre d'élus :
- PSEA : ? élus
- EELV : ? élus
- UDC : ? élus
- FdG : ? élus
- FN : ? élus
- NI-NA : ? élus

| Identité                 | Étiquette | Groupe | Autres mandats/fonctions |
| ------------------------ | --------- | ------ | ------------------------ |
| Blaise Aldo              |           |        |                          |
| André Atallah            |           |        |                          |
| Claudine Bajazet         |           |        |                          |
| Christian Baptiste       |           |        |                          |
| Joël Beaugendre          |           |        |                          |
| Justine Bénin            |           |        |                          |
| Marlène Bernard          |           |        |                          |
| Michel Brard             |           |        |                          |
| Hilaire Brudey           |           |        |                          |
| Evita Chevry             |           |        |                          |
| Audry Cornano            |           |        |                          |
| Cédric Cornet            |           |        |                          |
| Sylvie Dagonia           |           |        |                          |
| Élodie Daville           |           |        |                          |
| Jean-Pierre Dupont       |           |        |                          |
| Harry Durimel            |           |        |                          |
| Maryse Etzol             |           |        |                          |
| Alex Falémé              |           |        |                          |
| Louis Galantine          |           |        |                          |
| Sylvie Gustave dit Duflo |           |        |                          |